# Bradford (Arkansas)
Bradford – miasto w Stanach Zjednoczonych, w stanie Arkansas, w hrabstwie White.